# Julia Biedermann
Julia Biedermann (n. 15 martie 1967, Berlinul Occidental, Germania sub ocupație aliată) este o actriță germană.

## Biografie
Biedermann a urmat cursurile de dans și balet la academia din Berlin, de asemenea a primit și lecții de muzică. La vârsta de patru ani apare deja în emisiunea pentru copii "Sesamstraße". Debutul îl are în 1976 pe scenele teatrului în Berlin. Va juca diferite role în seriale TV, printre care  "Tanja" în serialul "Ich heirate eine Familie" sau în serialul filmului muzical "Ein Schloß am Wörthersee" va juca alături de Roy Black. În ianuarie 2008 apare poza ei într-o revistă playboy germană.
Din viața privată, Julia Biedermann este căsătorită din anul 2002 cu Matthias Steffens, avocat și om de afaceri cu care are doi fii și se mută în Irlanda în apropiere de Dublin.

## Filmografie
- 1977: Mond! Mond! Mond! (10-secvențe-film pentru copii; --diferite roluri)
- 1981: Das Traumschiff (serial TV; Gast-diferite roluri)
- 1981: The Formula
- 1981: Die bleierne Zeit
- 1981–1982: Manni der Libero (serial TV; --diferite roluri)
- 1982: Ein Fall für zwei (serial TV; mai multe episoade-diferite roluri)
- 1983–1986: Ich heirate eine Familie (serial TV)
- 1983: Mandara (serial TV)
- 1987: Großstadtrevier (serial TV)
- 1987: Praxis Bülowbogen (serial TV)
- 1988: Ein Schweizer names Nötzli
- 1990: Projekt Aphrodite (serial TV)
- 1990–1993: Ein Schloß am Wörthersee (serial TV)
- 1991–1992, 1995: Der Landarzt (serial TV)
- 1994: Mein Freund, der Lipizzaner
- 1995: Louise and the Jackpot
- 1995: Marienhof (serial TV)
- 1996: Blankenese (serial TV)
- 1999: Unser Charly (serial TV; mai multe episoade-rolul principal)
- 2000: Ein lasterhaftes Pärchen (TV-Movie)
- 2001: Hallo Robbie (serial TV; Gast-diferite roluri)
- 2002: Herzschlag (serial TV; mai multe episoade-rolul principal)
- 2004: Da wo die Berge sind (film TV; -rolul principal)

## Teatru
- 1976–1978: Die Weber
- 1979: Die Wildente
- 1988–1989: Das Haus in Montevideo
- 1989: Bunbury
- 1996–1997: Wochenendkomödie
- 1998: Mond über Buffalo
- 1998–1999: GIGI
- 2004: Lauf doch nicht immer weg
- 2005: Die bessere Hälfte
- 2006: Lauf doch nicht immer weg
- 2006: Mit Engelszungen
- 2007: Die bessere Hälfte